# بابااحمد (اردستان)
بابااحمد (اردستان)، روستایی از توابع بخش مرکزی شهرستان اردستان در استان اصفهان ایران است.

## جمعیت
این روستا در دهستان کچو قرار دارد و براساس سرشماری مرکز آمار ایران در سال ۱۳۸۵، جمعیت آن ۸ نفر (۵خانوار) بوده‌است. احتمال کوچ ایشان از سرزمین بختیاری وجود دارد. به احتمال قوی ایشان از طایفه بابااحمدی هفت لنگ بختیاری هستند.